# 奈傑爾·菲利普斯
奈傑爾·詹姆士·菲利普斯CBE（1963年5月—）是英國外交官，曾任皇家空軍軍官、福克兰群岛总督兼南乔治亚和南桑威奇群岛专员，2022年8月13日起任聖赫勒拿、亞森欣崔斯坦達庫尼亞總督。

## 經歷
菲利普斯於1984年加入皇家空軍，隨後擔任過各種職務，最後升至空軍准將。菲利普斯於1993年—1997年在杜伦大学就讀，畢業時取得工商管理碩士學位，後在伦敦国王学院專攻國防研究、軍事、政治及國際問題，2001年取得碩士學位，曾獲鸕鶿獎學金。菲利普斯後來在國防通訊服務局擔任高級參謀，2003年前往斯德哥尔摩擔任駐瑞典大使館駐外武官。
菲利普斯於2007年離開斯德哥爾摩，成為國防通訊與資訊系統學院副司令兼駐軍司令，2009年前往华沙擔任駐波蘭大使館駐外武官，同年皇家訊號研究所授予其訊號專家獎。
菲利普斯於2012年在國防學院接受俄语培訓，2014年獲任國防部俄羅斯戰略研究及大歐洲政策負責人。菲利普斯進入2013年壽辰榮譽名單，獲伊丽莎白二世女王頒授大英帝國司令勳章，2016年前往比利時布鲁塞尔擔任常駐歐盟代表，隸屬於國防部。
2017年6月外交及國協事務部宣布菲利普斯將於9月12日接替柯林·羅伯茲擔任福克兰群岛总督兼南乔治亚和南桑威奇群岛专员。
2022年4月外交、聯邦及發展事務部宣布菲利普斯將擔任聖赫勒拿、亞森欣崔斯坦達庫尼亞總督。